# Escriboni
Escriboni (en llatí Scribonius) va ser príncep de Còlquida i rei del Bòsfor.
Pretenia ser descendent de Mitridates VI Eupator del Pont i a la mort d'Asandre va usurpar la corona del Regne del Bòsfor l'any 16 aC. Segons Llucià les tropes d'Asandre van desertar a favor d'Escriboni encara en vida d'Asandre que per aquest fet es va suïcidar. Va pujar al tron i el va voler legitimar casant-se amb Dinamis, l'esposa d'Asandre.
Però aviat es va descobrir la usurpació i una revolta va enderrocar al rei, l'any13 aC abans de l'arribada de Polemó I del Pont que havia estat encarregat d'enderrocar-lo per Marc Vipsani Agripa i que després es va proclamar rei i August el va confirmar en aquell lloc. Polemó es va casar també amb Dinamis.